# Openbaar vervoer in IJsland

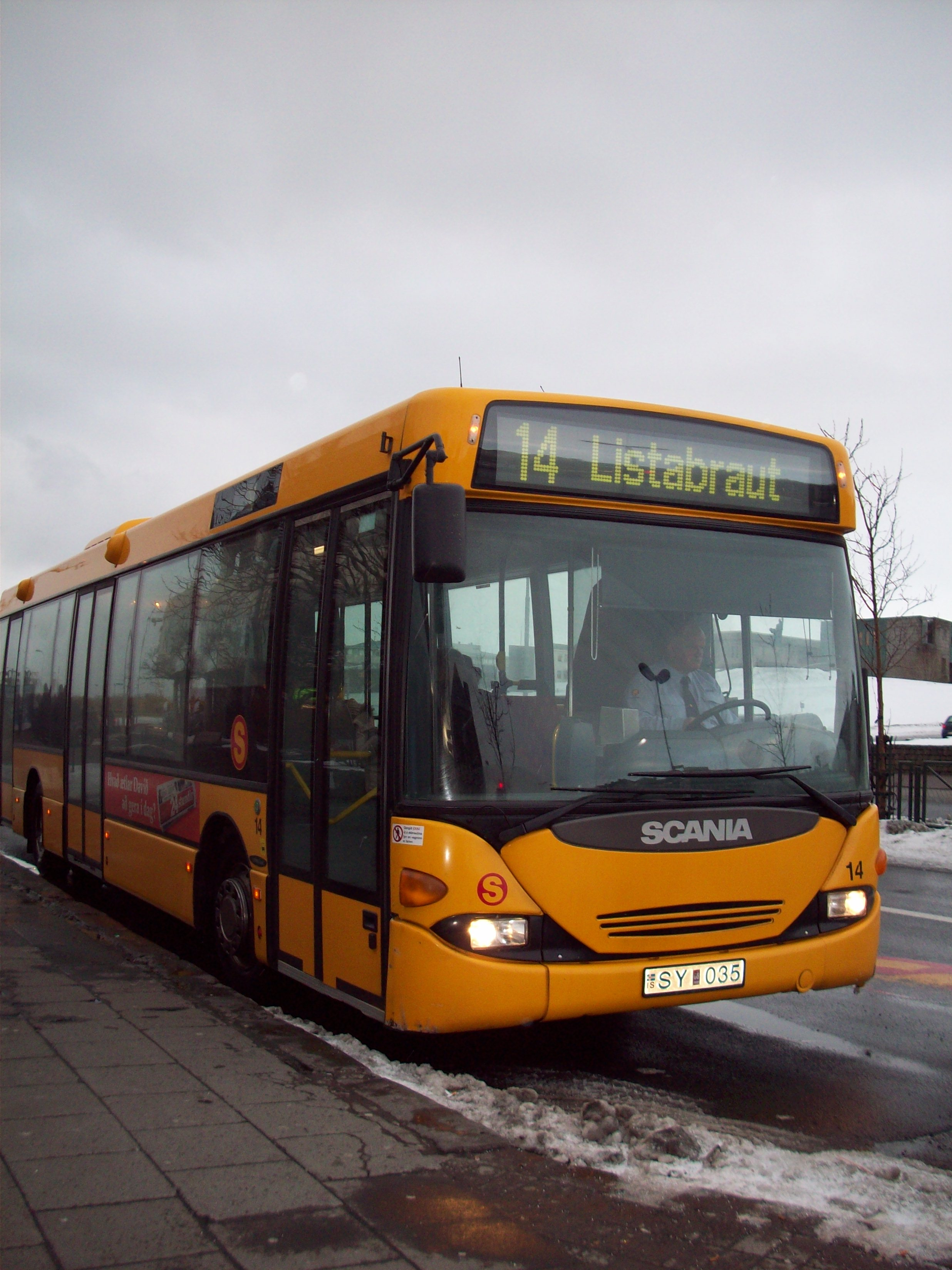
Een Strætó-bus in Reykjavík

Doordat IJsland zeer dunbevolkt is, zijn veel gebieden moeilijk bereikbaar via het openbaar vervoer.

## Luchtvervoer
De inwoners maken veel gebruik van binnenlandse vluchten. Zodoende hebben nagenoeg alle dorpen en steden een vliegveld of een vliegplaats ('airstrip') waarnaar vanuit de hoofdstad Reykjavik vliegverbindingen zijn.

## Bus
Er is een landelijk netwerk van busverbindingen, veelal uitgevoerd door particuliere autobusondernemingen, die een netwerk beheren tussen de steden. Echter, door de enorm grote afstanden tussen veel dorpen en steden, duurt een busreis in veel gevallen enkele dagen, en moeten reizigers vaak overstappen. Stadsdiensten worden aangeboden in de stedelijke gebieden. Strætó bs verzorgt een uitgebreid stadsbusnet in Reykjavík, en Strætisvagnar Akureyrar rijdt in de noordelijke stad Akureyri.

## Spoor
Het land kent geen spoorwegen.
In de afgelopen jaren zijn er plannen ontwikkeld om Kevlavik en Reykjavik te verbinden met een 50 kilometer lange spoorlijn. De luchthaven van Keflavík is de belangrijkste internationale luchthaven van het land, maar is slechts via de weg met de hoofdstad verbonden. De gemeenteraad van Reykjavik heeft ingestemd met een haalbaarheidsstudie en is bereid om 10 miljoen kronen van de financiering bij te dragen. Naast de aanleg van een spoorlijn is ook de haalbaarheid onderzocht naar aanleg van een lightrail-netwerk in de hoofdstad. Alle plannen waren in verband met de internationale kredietcrisis voorlopig in de koelkast beland, maar staan sinds 2014 weer op de agenda.
Vanwege de vulkanische activiteit in grote delen van IJsland is het daar niet mogelijk spoor aan te leggen. Bij erupties van vulkanen en aardverschuivingen, maar ook bijvoorbeeld door periodiek optredende stromen smeltwater uit ijskappen zou het spoor onbruikbaar worden en is het meestal niet mogelijk een omleiding te realiseren. Daarom kan er hooguit spoor aangelegd worden op plaatsen die geologisch stabiel zijn.

## Veerboten
IJsland wordt door veel veerdiensten aangedaan. Veerboten naar IJsland vertrekken o.a. vanaf de Faeröer en vanuit het Verenigd Koninkrijk. Ook in het binnenland zijn enkele dorpen en steden enkel bereikbaar via de lucht of via veerboten. Een voorbeeld is de veerboot tussen Þorlákshöfn en Heimaey gelegen op een van de Westmaneilanden. Deze veerdienst wordt geëxploiteerd door Eimskip.

## Auto
Opmerkelijk is het hoge autobezit in het land. IJsland heeft een van de hoogste percentages autobezit in de wereld met 580 auto's per 1000 inwoners (vanaf 2000). Een vergelijkbaar cijfer komt verder alleen voor in de Verenigde Staten. Files komen op IJsland ondanks het zeer hoge autobezit niet voor. Dit wordt mede veroorzaakt doordat het stedelijke gebied rondom Reykjavík vrij verspreid is in vergelijking met de bevolking. Hierdoor is de vraag naar openbaar vervoer laag en niet zo ontwikkeld als in andere landen met een vergelijkbare economische ontwikkeling.